# Róna Éva
Róna Éva (Budapest, Erzsébetváros, 1907. május 17. – Budapest, 1986. május 7.) irodalomtörténész, műfordító, az irodalomtudomány kandidátusa (1955). Róna Lajos újságíró lánya.

## Élete
Róna (Róth) Lajos (1869–1942) újságíró, lapszerkesztő és Wirkmann Gizella (1871–1960) gyermekeként született a Dembinszky utca 50. alatt. 1925 és 1929 között a Pázmány Péter Tudományegyetem angol–francia szakán tanult, s doktorált (1929). 1929-től ugyanitt fizetés nélküli gyakornok, majd tanársegéd az Egyetemi Angol Intézetben. 1931-ben tanári oklevelet szerzett. 1932-től proszemináriumi előadó, 1945-ben a Pázmány Péter Tudományegyetem Bölcsészettudományi Karán az Angol filológia című tárgykörből egyetemi magántanári képesítést szerzett. 1946-tól adjunktus, 1952-től nyugalomba vonulásáig (1967) az ELTE docense volt. Fő kutatási területe a magyar–angol irodalmi kapcsolatok története. Átdolgozta és függelékkel látta el Arthur Battishill Yolland Angol-magyar szótárát (Budapest, 1938) és angolra fordított több magyar tudományos munkát (Honti János, Maróthy János, Sőtér István, Gortvay György stb.), továbbá Margaret Drabble angol regényírónő A vízesés (Budapest, 1977) című regényét. 
Házastársa Elek Sándor banktisztviselő volt, Elek Sándor és Rott Irma fia, akivel 1938. május 27-én Budapesten kötött házasságot.

## Főbb művei
- "The princess": Tennyson és a nőkérdés (Budapest, 1929)
- Magyar vonatkozások a XVI-XVII. századi angol irodalomban, 1936.
- Magyarország és a középkori angol krónikairodalom (Egyetemi Filológiai Közlöny, 1937)
- English Literature throuqh Hunqarian Eyes (Angol Philológiai Tanulmányok, 1944)
- A Piers the Plowman és az 1381-es parasztforradalom (kandidátusi értekezés, 1954)
- Angol nyelvkönyv (Báti Lászlóval és Lutter Tiborral, Budapest, 1950-1951)
- H. G. Wells (Budapest, 1969)
- Szöveggyűjtemény a XX. angol angol irodalmából (Tankönyvkiadó, Budapest, 1970)
- A XVIII. század angol irodalma (Tankönyvkiadó, Budapest, 1985, 12. kiadás)